# 桐生コウジ
桐生 コウジ（きりゅう こうじ、1965年11月16日 - ）は、日本の俳優 ・プロデューサー。旧芸名は桐生康詩。東京都田無市（現西東京市）出身。

## 人物・来歴
慶應義塾大学経済学部卒業。大学在学中の1989年にイカ天（TBS）に「馬の骨」のボーカルとして出演。老婆を伴ったエキセントリックな演出により、特別審査員賞を獲得。バンド解散後に俳優へ転身。主に『座頭市』『監督・ばんざい!』『アウトレイジ 最終章』など北野武監督作品に出演。
2002年2月22日に株式会社オフィス桐生を設立、『市民ポリス69』製作を機にプロデューサー兼任となる。

## 出演

### 映画
- 夜逃げ屋本舗（1992年）
- 武闘派仁義（1993年）
- 新・男樹 完結編（2000年） - 矢野
- FAMILY（2001年）
- BROTHER（2001年） - ヤクザ
- Dolls（2002年） - 親分の後ろにいるヤクザ
- 座頭市（2003年） - 船八一家の壺振り
- 月猫に蜜の弾丸（2004年） - 野本
- 男前 日本一の絵描きになったる!（2005年）
- 修羅の門（2005年） - 高虎親分
- 監督・ばんざい!（2007年） - 東大泉の息子
- カクトウ便（2007年） - 野沢安志
- 銀座愛物語 クラブアンダルシア（2009年） - 佐々木譲
- コスプレ探偵（2009年） - 柳町洋二
- 市民ポリス69（2011年） - 佐々木和夫
- ディアーディアー（2015年） - 冨士夫
- ハローグッバイ（2017年）- 店長
- アウトレイジ 最終章（2017年） - 河野直樹
- サイモン&タダタカシ（2018年）
- 終わった人（2018年）
- 馬の骨（2018年） - 熊田美津夫[5]
- チア男子!!（2019年）
- イソップの思うツボ（2019年） - 兎草信司[6]
- BAD CITY（2023年） - 五条財閥専務 タムラ
- 光る鯨（2023年） - カフェのマスター[7]

### テレビドラマ
- 笛吹けば人が死ぬ（1989年、TX）
- キモチいい恋したい! 第10話（1990年、CX）
- びいどろで候〜長崎屋夢日記 第5話（1990年、NHK）
- 木曜ゴールデンドラマ「小指の思い出」（1991年、YTV）
- 大逃走!東京-鹿児島1420キロ（1991年、TBS）
- 水曜グランドロマン「森繁久彌ドラマスペシャル 大逆転!」（1991年、NTV）
- 愛は仁義（1992年、YTV）
- 代紋TAKE2 獄中の狼たち（1994年、NTV）
- 透明人間 第11・12話（1996年、NTV）
- いいひと。 第6話（1997年5月20日、KTV）
- 火曜サスペンス劇場（NTV）
  - 「警視庁鑑識班 6」（1998年11月17日）
  - 「身辺警護 5」（2000年5月9日） - 能勢
  - 「身辺警護 7」（2001年4月17日） - 街金融の男
  - 「身辺警護 10」（2002年5月28日） - 寺島孝史
- 奇跡の人 第8話（1998年、YTV）
- サラリーマン金太郎 第5話（1999年2月7日、TBS）
- ニュースキャスター 霞涼子 第10話（1999年3月18日、EX）
- 土曜ワイド劇場
  - 「花吹雪美人スリ三姉妹 2」（1999年8月21日、ABC） - 小杉
  - 「ヤメ検の女」（2009年11月14日、ABC） - 成沢
  - 「おとり捜査官・北見志穂 16」（2012年6月9日、EX）
  - 「温泉 (秘) 大作戦 16」（2015年10月24日、EX） - 本間
- 月曜ドラマスペシャル「検視官江夏冬子 5」（2000年3月6日、TBS） - 春山四郎
- 氷の家族（2000年、MX） - チンピラ
- 女と愛とミステリー（TX）
  - 「海の沈黙」（2001年3月21日） - 大月
  - 「捜査検事・近松茂道 1」（2002年4月21日） - 辻村泰夫
- ルーキー! 第2話（2001年4月17日、KTV） - 武藤
- 傷だらけのラブソング 第2話（2001年10月16日、KTV） - 康夫
- 金曜時代劇（NHK）
  - 「平岩弓枝のお美也」 第4話（2002年4月26日） - 関所役人
  - 「御宿かわせみ」 第12話（2004年6月18日） - 参七
- 相棒（EX）
  - season1 第3話「秘密の元アイドル妻」（2002年10月23日）- 関東貴船組系売人・加賀山友二 役
  - season9 第5話（2010年11月24日）
  - season15 第9話（2016年12月7日） - 尾島司 役
- 特命係長 只野仁 第4話（2003年8月1日、EX） - チンピラ
- 奥さまは魔女 第7話（2004年、TBS） - ヤクザ
- ごくせん 第8話（2005年3月5日、NTV） - 地上げ屋
- ザ・ボディガード（2005年10月18日、NTV） - 小田切博
- 木曜時代劇 次郎長背負い富士 第1話（2006年6月1日、NHK） - 盗人
- 水曜ミステリー9（TX）
  - 「信濃のコロンボ事件ファイル 15」（2007年10月24日） - 大塚大三郎
  - 「鉄道警察官・清村公三郎 8」（2012年2月8日）
  - 「刑事の証明 7」（2014年4月9日）
  - 「ドクターハート 薮田公介の事件カルテ」（2014年11月19日） - 平田幸夫
  - 「金沢のコロンボ 2」（2015年5月20日）
- 月曜ゴールデン（TBS）
  - 「萬屋長兵衛の隅田川事件ファイル 1」（2008年11月17日） - 黒沢章夫
  - 「おんな風来マジシャン・マリコの殺人事件簿」（2010年2月8日） - フリーライター・久保洋一
- 左目探偵EYE 第7話（2010年3月6日、NTV）
- 龍馬伝 第36話（2010年9月5日、NHK）
- ランナウェイ〜愛する君のために 第1話（2011年10月27日、TBS）
- デカ 黒川鈴木 第5話（2012年2月2日、YTV） - 新田孝之
- 忘れないで夢を〜漫画家やなせたかしと妻・暢〜（2013年1月12日、NHK BSP）
- プレミアムよるドラマ ママゴト （2016年8月30日-10月18日、NHK BSP）
- コタキ兄弟と四苦八苦 第9話（2020年3月7日、TX）

### オリジナルビデオ
- DiGi mation 4 天外魔境 電々の伝 電脳電撃カブキ伝 - 足元次彦
- ベレッタM92F 凶弾（1990年）
- 狼たちの仁義（1991年）
- 死神の使者（1991年）
- 新書ワル（1993年）
- これがシノギや!（1994年）
- イメクラ戦争（1995年）
- 雀鬼 4（1995年）
- 捜査四課対広域暴力団（2000年）
- 極道列伝 桜と龍（2001年） - 木田
- 夜叉〜蘇生〜（2003年） - 沢田
- パチンコバトル・ロワイアルII（2003年） - 隊長
- 首領への道 19（2004年） - 安藤明直
- 実録・名古屋やくざ戦争 統一への道 (2004年） - 林田俊樹
- 実録・関東やくざ抗争史 松田組（2005年） - 陳
- 鬼魄 二代目山口登（2006年） - 岡本
- 烈侠 住越浜野政吉（2007年） - 友尚義蔵
- 実録・四国やくざ戦争 血戦（2007年） - 山友倭津夫
- 本当は怖い童謡 2（2008年） - 高森
- 雀王　MAHJONG QUEEN（2011年） - 工藤元四郎
- 魁!!極道ヤンキー学園（2012年） - 相葉保造
- ネオン蝶 4（2013年） - ワン

### バラエティ
- お江戸でござる（NHK）
- NHK歌謡コンサート（NHK）
- 天才・たけしの元気が出るテレビ!!（NTV）
- スーパージョッキー（NTV）
- どうぶつ奇想天外!（TBS）
- いきなり!クライマックス（TBS）
- とんねるずのみなさんのおかげです（CX）
- 足立区のたけし、世界の北野（CX）
- 生さんま みんなでイイ気持ち!（CX）
- めちゃ×2イケてるッ!（CX）
- ビートたけしのTVタックル（EX）
- たけしの誰でもピカソ（TX）

### ラジオ
- 伊集院光 日曜日の秘密基地（TBS）
- FMシアター「盆踊り」（NHK）

### 舞台
- ミュージカル「GANG」（1996年-2005年） - コルト
- ミュージカル「アリババの夢」（1999年） - カシム
- ミュージカル「PRESENT」（2002年-2004年） - ボウ
- ミュージカル「アリババとモルギアナ王女」（2025年） - カシム[8]

### ゲーム
- 爆走デコトラ伝説2 男人生夢一路 - 辰雄
- 裏技麻雀〜これって天和ってやつかい〜 - イワ
- イカサマ麻雀

## その他の活動
- 映画『市民ポリス69』（2011年） - 製作・プロデューサー
- OV『ウーマン・ハンティング　美女狩り』（2011年） - プロデューサー
- OV『ハレンチヤンキー学園』（2011年） - プロデューサー
- OV『雀王　MAHJONG QUEEN』（2011年） - プロデューサー
- OV『ウーマン・ハンティング　殺戮の森』（2012年） - プロデューサー
- OV『魁!!極道ヤンキー学園』（2012年） - プロデューサー
- 映画『ディアーディアー』（2015年） - 企画・プロデューサー
- 映画『馬の骨』（2018年） - 脚本・監督[9]
- 映画『20祭』（2023年） - プロデューサー[10]